# Bolivaritettix liuwanshanensis
Bolivaritettix liuwanshanensis är en insektsart som beskrevs av Deng, W.-a., Z. Zheng och S.-z. Wei 2007. Bolivaritettix liuwanshanensis ingår i släktet Bolivaritettix och familjen torngräshoppor. Inga underarter finns listade i Catalogue of Life.